# Noorse Kruistocht
De Noorse Kruistocht was een kruistocht die plaatsvond tussen 1107 en 1110 in de nasleep van de Eerste Kruistocht. De kruistocht stond onder de leiding van de Noorse koning Sigurd I.

## Tocht naar het Heilige Land
In de herfst van 1107 zeilde de vloot van de kruisvaarders weg uit Noorwegen. Gedurende de winter van dat jaar verbleven ze in Engeland tot aan de lente van 1108. Na enkele maanden kwamen ze aan bij Santiago de Compostella en toen ze daar tijdens de winter een tekort aan voedsel verkregen plunderden ze het kasteel van een lokale heer aldaar. Ze zeilden vervolgens door naar het hedendaagse Sintra en veroverde daar het Castelo dos Mouros. Kort daarop wisten ze ook de stad Lissabon te veroveren op de Almoraviden.
De kruisvaarders zeilden de Middellandse Zee op na een kort gevecht met piraten in de Straat van Gibraltar. Hun volgende stop waren de Balearen waar ze de eilanden flink wisten te plunderen, alleen het eiland Majorca lieten ze links liggen tijdens hun tochten. In de lente van 1109 arriveerden ze op Sicilië en in de zomer van 1110 kwamen ze uiteindelijk aan in het Koninkrijk Jeruzalem.

## Beleg van Sidon
De vloot van de Noren arriveerde in Akko (of Jaffa) en reisden vervolgens door naar Jeruzalem. Hier had koning Sigurd I een onderhoud met koning Boudewijn I van Jeruzalem waarmee hij vervolgens ook nog een bezoek aan de Jordaan bracht. De Noren verkregen een splinter van het Heilige Kruis. De Noren namen met hun vloot deel aan het beleg van Sidon dat dat jaar plaatsvond en na een beleg van een kleine twee maanden werd de stad door de kruisvaarders ingenomen. Hierna vertrokken de Noren weer huiswaarts.

## Terugtocht
Via Cyprus en Griekenland zeilde de vloot naar Constantinopel waar keizer Alexios I Komnenos hen verwelkomde. Sigurd gaf zijn schepen en vele van zijn kostbaarheden cadeau aan de keizer en verkreeg hier paarden voor terug om via het vasteland huiswaarts te keren. Een deel van zijn leger bleef achter om onder de Byzantijnen te dienen. Die reis duurde voor hem naar verluidt bijna drie jaar en het laatste stuk legde hij weer per schip af dat hem geschonken was door Niels van Denemarken.